# Вычегжанин, Арсений Антонович
Арсений Антонович Вычегжанин (1904 — ?) — инженер-механик, специалист по сварке, лауреат Ленинской премии.

## Биография
В молодые годы работал в деревне по найму. В 1926—1930 служил во флоте. Во время Великой Отечественной войны воевал в партизанском отряде (сентябрь-ноябрь 1943 года).
В 1947 году окончил Киевский политехнический институт, в котором начал учиться ещё до войны. В 1947—1950 годах инженер на заводе им. 61 коммунара (Николаев).
С 1951 года начальник отдела сварки, главный сварщик Херсонского судостроительного завода.

## Награды и звания
- Ленинская премия (1963 год) — за участие в разработке и внедрении в промышленность нового процесса автоматической и полуавтоматической сварки в углекислом газе плавящимся электродом.

## Память
В 2007 году одну из улиц Херсона, ведущих к заводу ХСЗ, решили назвать именем знаменитого сварщика, однако допустили опечатку в названии. Спустя 10 лет депутаты хотят исправить эту ошибку.